# P1 Morgon
P1 Morgon är ett magasin av Ekoredaktionen med nyheter, samtal och debatter som sänds i Sveriges Radio P1 klockan 05:30–09:30 på vardagar. Sedan 28 januari 2023 sänds programmet även på lördagar mellan 08:05 och 09:00, dock i ett kortare format. Nuvarande programledare är Elias Wahlberg, Helene Benno, Parisa Höglund och Mikael Kulle.
Inom ramen för programmet sänds Ekonyheter på heltimmarna och en nyhetssammanfattning på halvtimmarna följd av Ekonomiekot, Nyheter från Vetenskapsradion och senare Kulturnytt. Däremellan sänds nyhetsfördjupning. Även Tankar för dagen och Land- och sjöväderrapporten ingår i programmet.

## Historia
Programmet började sända måndagen den 2 november 1998. Innan dess hade P1:s morgontablå bestått av bland annat Morgonekot och en förmiddagsupplaga av Studio Ett. Det första programmet leddes av Kjell Albin Abrahamson, andra programledare som var med i starten var Thomas Ramberg och Camilla Kvartoft.